# Agelena gonzalezi
Agelena gonzalezi es una especie de araña del género Agelena, familia Agelenidae. Fue descrita científicamente por Schmidt en 1980.

## Distribución
Esta especie se encuentra en Canarias.